# Programme international sur la sécurité des substances chimiques
L' « IPCS » est le « Programme International sur la Sécurité des Substances Chimiques » (w:en:International Chemical Safety CardInternational Chemical Safety Card pour les anglophones ) fondé en 1980 par l'OMS (Organisation mondiale de la santé), le PNUE (Programme des Nations unies pour l'environnement) et l'OIT (Organisation internationale du travail), lancé par l'ONU et rejoint par l'Europe, le NIOSH et les Centres pour le contrôle et la prévention des maladies américains et divers institutions et pays.

## Objectif
Le but premier de ce programme était de détecter et prévenir « les effets néfastes des substances chimiques auxquelles les humains sont de plus en plus exposés, pour évaluer les risques potentiels pour la santé humaine » et pour l'environnement.
L'IPCS travaille à établir les bases scientifiques de la gestion rationnelle des produits chimiques, et à renforcer les capacités nationales et les compétences en matière de sécurité chimique. 

## Thèmes de travail
Le travail de l'IPCS concerne tous les produits chimiques, naturels et fabriqués, toute la gamme possible des situations d'exposition produits chimiques (naturelle ou accidentelle), dans l'environnement, lors de leur extraction, de leur synthèse, de la production industrielle, de leur transport, de leur utilisation et élimination ou recyclage.
Avec des chimistes, toxicologues et écotoxicologues, l'IPCS cible ses efforts sur :
- les impacts des produits chimiques sur la santé[4] ;
- les procédures et outils d'évaluation du risque chimique[5] ;
- l'information toxicologique sur les poisons, la révention et la gestion du risque[6] ;
- les Incidents et urgences chimiques[7] ;
- le renforcement des capacités et compétences[8]...

## Publications
L'IPCS a publié 
- environ 250 monographies relatives aux principaux  "Critères d'hygiène de l'environnement" (EHC), sur www.inchem.org/pages/ehc.html
- une cinquantaine de travaux internationaux sur l'évaluation des risques chimiques" (évaluations succinctes dites "CICADs"), consultables sur www.inchem.org/pages/cicads.html
- divers publications sur le risque chimique (de manière générale ou dans le contexte du risque majeur, publiées sur le site de l'OMS (www.who.int/pcs/)